# Hostia (zespół muzyczny)
Hostia – polski zespół muzyczny tworzący muzykę z pogranicza death metalu i grindcore. Został założony w 2017 roku przez gitarzystę Przemysława Łucyana, perkusistę Jana Englisza, basistę Michała Kowalczyka oraz wokalistę Łukasza Pacha.
Po opuszczeniu zespołu w 2023 roku przez Jana Englisza skład został uzupełniony przez Ignacego Zielińskiego.

## Muzycy

### Obecny skład zespołu
- Łukasz "St. Sixtus" Pach - wokal (od 2017)
- Przemysław "St. Anacletus" Łucyan - gitara (od 2017)
- Michał "St. Xyxtus" Kowalczyk - gitara basowa (od 2017)
- Ignacy "St. Silverius" Zieliński - perkusja (od 2023)

### Byli członkowie zespołu
- Jan "St. Evaristus"  Englisz - perkusja (2017 - 2023)

## Dyskografia
| Rok  | Tytuł                 | Dane dot. albumu |
| ---- | --------------------- | --- |
| 2018 | Hostia                | - Data: 31 maja 2018 - Wydawca: niezależne - Format: Digital - Data: 7 czerwca 2018 - Wydawca: Via Nocturna - Format: CD - Data: 25 czerwca 2021 - Wydawca: Deformeathing Production - Format: CD/LP |
| 2020 | Carnivore Carnival    | - Data: 26 września 2020 - Wydawca: Deformeathing Production - Format: CD, LP - Data: 26 lipca 2024 - Wydawca: Iskra - Format: MC                                                                    |
| 2022 | Resurrected Meat [EP] | - Data: 17 czerwca 2022 - Wydawca: Deformeathing Production - Format: CD - Data wydania: 12 stycznia 2024 - Wydawca: Deformeathing Production - Format: LP (4 wersje kolorystyczne)                  |
| 2022 | Nailed                | - Data: 4 listopada 2022 - Wydawca: Deformeathing Production - Format: CD, LP |

## Teledyski
| Rok  | Tytuł                            | Informacje                                                                                         |
| ---- | -------------------------------- | -------------------------------------------------------------------------------------------------- |
| 2018 | „I Will Not Follow”              | Produkcja wideo: Tomasz Jorman oraz Bartłomiej Buczkowski Edycja: Tomasz Jorman                    |
| 2018 | „Not Really A Christian Song”    | Nagrywane w jns.studio przez Paweł "Janos" Grabowski                                               |
| 2019 | „Leatherface Kiss”               | Nagrywane w jns.studio przez Paweł "Janos" Grabowski                                               |
| 2020 | „Dance 4 Jesus”                  | Nagrywane w jns.studio przez Paweł "Janos" Grabowski                                               |
| 2020 | „Carnivore Carnival”             | Nagrywane w jns.studio przez Paweł "Janos" Grabowski Produkcja wideo: Tomas Jorman Omega Red Films |
| 2022 | „Chvrch Bvrner (ZAMILSKA remix)” | Produkcja wideo: pachudesign                                                                       |